# Kheira Hamraoui
Kheira Hamraoui (Croix (Nord), 13 de janeiro de 1990) é uma futebolista profissional francesa que atua como meia.

## Carreira
Kheira Hamraoui fez parte do elenco da Seleção Francesa de Futebol Feminino, nas Olimpíadas de 2016.